# Arbetarklassen kommer till paradiset
Arbetarklassen kommer till paradiset (italiensk originaltitel: La classe operaia va in paradiso) är en italiensk politisk dramafilm från 1971 i regi av Elio Petri. Huvudrollen, fabriksarbetaren Lulù, spelas Gian Maria Volonté. Filmen belönades med Guldpalmen vid filmfestivalen i Cannes.

## Medverkande

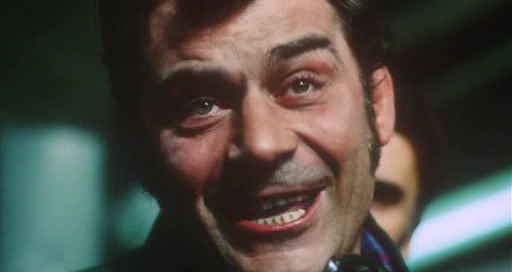
Gian Maria Volonté som Lulù i filmen.

- Gian Maria Volonté – Ludovico "Lulù" Massa
- Mariangela Melato – Lidia, Lulus fru
- Salvo Randone – Militina
- Gino Pernice – syndikalist
- Luigi Diberti – Bassi
- Mietta Albertini – Adalgisa
- Donato Castellaneta – Marx
- Adriano Amidei Migliano – tekniker
- Guerrino Crivello – tidtagare
- Ezio Marano – tidtagare
- Giuseppe Fortis – Valli
- Corrado Solari – Mena
- Flavio Bucci – en kollega till Lulù
- Luigi Uzzo – en kollega till Lulù
- Federico Scrobogna – Arturo, Lidias son